# Dr. Clayton Forrester
Dr. Clayton Forrester is een personage uit de televisieserie Mystery Science Theater 3000 (MST3K). Hij is vernoemd naar de held uit de film The War of the Worlds.
Dr. Forrester is de primaire antagonist van de serie. Hij werd gespeeld door Trace Beaulieu.

## Achtergrond
Forrester is een gestoorde geleerde. Hij werkte samen met collega gestoorde geleerde Dr. Laurence Erhardt bij het Gizmonic Institute, maar verhuisde later naar Deep 13. Hij was het meesterbrein achter de ontvoering van conciërge Joel Robinson.
Dr Forresters volledige naam is “Clayton Deborah Susan Forrester”. Al sinds zijn jeugd is hij een gestoorde geleerde. Hij was in zijn jeugd lid van de Evilos (een gestoorde geleerde-versie van Scouting). Zijn jeugd, en dan met name zijn middelbareschoolperiode, werd gekenmerkt door mislukkingen en vernederingen. Dat verklaart mogelijk Dr. Forresters wrede persoonlijkheid. Toen hij zijn doctoraat haalde, onderging Forrester lessen in het superschurk zijn. Tevens werd hij lid van de Fraternal Order of Mad Science. Hij was een vast lid van de Mad Scientist Convention.
Zoals een stereotype gestoorde geleerde wil Dr. Forrester de wereld veroveren. Om dit te bereiken probeert hij een film te vinden die zo slecht is, dat het kijken ervan de wilskracht van de kijker breekt. Hij gebruikt Joel Robinson, en later Mike Nelson, als proefkonijnen om te ontdekken welke film hier het meest geschikt voor is. Dr. Forrester kan vanuit zijn schuilplaats de Satellite of Love besturen, en zo zijn gevangene dwingen de films te kijken.
Gedurende de eerste paar seizoenen ging Forrester geregeld wedstrijden aan met Joel om te zien wie de beste uitvinder was. Meestal was Joel de winnaar. Toen Mike zijn intrede deed in de serie, stopte hij met deze wedstrijden.

## Dood
Claytons laatste optreden was in de aflevering Laserblast (#706). Hierin maakte hij bekend dat zijn financiering was stopgezet, waardoor hij was gedwongen Deep 13 te verlaten en de Satellite of Love los te koppelen. De eindscène van deze aflevering was een parodie op 2001: A Space Odyssey, waarin een inmiddels oud geworden Clayton probeerde een monolietachtige videoband te bereiken die als opschrift “de slechtste film ooit gemaakt” droeg. Op het eind van de aflevering werd hij herboren als een sterrenkind. Dit gaf zijn moeder, Pearl Forrester, de kans om hem opnieuw op te voeden.
Toen de serie werd verhuisd naar Sci Fi Channel gedurende het achtste seizoen, verplaatste de tijd waarin de serie zich afspeelde van het heden naar het jaar 2525. Hierin werd onthuld dat Clayton was gedood door zijn moeder omdat ze er niet in was geslaagd Clayton beter op te voeden.